# フレディ・リム
フレディ・リム（Freddy Lim、本名：林昶佐（りん・ちょうさ）、1976年2月1日 - ）は、台湾・台北市出身の政治家、ヘヴィメタル・ミュージシャン。また、アムネスティ・インターナショナル台湾の元支部長である。台湾のブラックメタルバンド、ソニックの結成メンバーであり、ヴォーカル兼二胡奏者である。台湾最大級のロックフェスティバル、「野台開唱（FORMOZ FESTIVAL）」の発起人の一人でもある。

## 来歴
- 台北大学在学中の1995年、高校の友人や大学の友人とともに、ソニックを結成。
- 2010年、アムネスティ・インターナショナル台湾の支部長に就任。音楽活動との二束のわらじを履くため、リーダーの座をベースのドリス・イエに譲っている。
- 2012年、元メガデスのマーティー・フリードマンとともに、ももいろクローバーZのヘヴィメタル・カバー・プロジェクト、鉄色クローンXを結成、アルバムをリリース[4]。これは、フレディがももいろクローバーZのファンであることから話が進んだ。

### 私生活
- 妻は、ソニックのベーシスト兼リーダーのドリス・イエで、2004年に正式に結婚している[5]。
- 日本の漫画が好きであり、かなりの数を収集している。聖闘士星矢のアニメのテーマ、ペガサス幻想をカバーしたこともある。また、李登輝学校の卒業式の際、李登輝とともに魁!!男塾のコスプレを行った[6]。
- 野球ファンであり、台湾のチーム「兄弟エレファンツ」のファンである。始球式にも登場し、メンバー全員で投球した[7]。

## 政界
ひまわり学生運動では、「台湾魂」という横断幕を掲げた立法院で応援演説をおこない、ひまわり学生運動をきっかけに2015年1月25日に成立した時代力量の創設メンバーとなり、第9回中華民国立法委員選挙にて台北市第五選挙区から立候補。 2016年、立法院の選挙で当選。
2019年に離党。2020年の第十回中華民国立法委員選挙では無所属だったものの、2019年12月に凱達格蘭大道で開いたソニックのライブに現職総統の蔡英文が参列したり、選挙区に民進党候補を擁立しなかったこともあり、二選を果たした。
2016年の当選後に、ひまわり運動参加者だった在学中の頼品妤を議員助手として迎え入れ、2020年の選挙では、民主進歩党から出馬した品妤も初当選し、師弟の共闘は立法院議場でも実現することになった。
2023年3月、家族が難病になったため、翌年の立法委員選挙への不出馬を表明。同年11月、民進党に入党。

### 政治思想
- 「民主化が急速に進展した1990年代から台湾史に興味を持ち、多くの本を読んだ」と述べており、その時に独立志向のイデオロギーを培った[8]。
- 台湾独立建国派であり、中国国民党を批判している。
- フレディの議員会館事務所には、キン肉マンやドラゴンボールなどの模型が飾ってあり、日本の漫画、映画、テレビドラマを楽しみ、アイドルの歌を聴く親日派であり、日本について「台日の民間関係はとても良い。日本政府も国際社会の公式の場で台湾をもっと応援してほしい。台湾の現在の孤立には、日本にも歴史的な責任があると思う」と述べている[8]。
- 格差是正や貧困の解消等の社会的公正を訴えるなど左派とされる。
- 時代力量の創設メンバーである。
- アムネスティ・インターナショナルで人権活動にも参加しており、チベットやウイグルの解放を訴えており、中華人民共和国を批判している。日本で講演も行ったことがある[19]。また、死刑制度についても反対している。
- フレディの議員会館事務所の壁にはダライ・ラマ14世の肖像画が飾られている[8]。
- 脱原発を訴えている。
- 李登輝学校の第一期生の生徒でもある。
- 2016年9月、ダライ・ラマ14世とダラムサラで会談し、立法院で演説するよう招請し、「快諾してくれた。民主進歩党（民進党）の立法院院長も賛成しており、演説も問題ないと思う。チベット支援のため超党派の議員連盟を設立したい」「民主的で自由な社会を持つ台湾が歓迎しないのはおかしい。中国人観光客もダライ・ラマの講話を聞けば、中国がいうような毒蛇や猛獣でないことが分かるだろう」と述べている[8]。
- 2016年10月、「中国寄りの中国国民党（国民党）が衰退すれば、10年以内に時代力量と民進党の競争が始まる可能性もある。良きライバル同士になりたい」と述べている[8]。
- 在外同胞に関しては台湾地域出身者のみを支援するべきであり中華民国国籍、その子孫であっても大陸出身者は国民の負担である[20]。

### 政界での評価
時代力量の立法委員であるカウロ・イユン・パチダルは、フレディを「台湾、若者、先住民を思いやり、正しいと思えば、がむしゃらに突き進む。その行動力はすごい」と評していた。
フレディの議員1期目に文化部部長を務めていた元立法委員の鄭麗君（民進党）は、文化閣僚とミュージシャンという政策上の利害関係者同士、かつ1児の親という共通点を通じて政策談義を交わすうちに意気投合。2期目の選挙活動では鄭が応援に駆けつけて「フレディの政治への情熱は議員だけを職業としている他の政治家にも劣らない。」とフレディの再選支持を訴えた。

#### 立委評鑑
オンブズマン的活動をしている社団法人公民監督国会聯盟により、議会での出席率や質問提出率などから算出される立法委員評価では、2021年末時点で第9期（2016-2020）の8会期中5会期で、第10期（2020-）の3会期中1会期の通算6度「優秀委員」の評価を獲得している。

## 選挙記録
| 年度 | 選挙               | 選挙区           | 所属政党 | 得票数 | 得票率 | 当選 | 注釈 |
| ---- | ------------------ | ---------------- | -------- | ------ | ------ | ---- | ---- |
| 2016 | 第9回立法委員選挙  | 台北市第五選挙区 | 時代力量 | 82,650 | 49.52% |      |      |
| 2020 | 第10回立法委員選挙 | 台北市第五選挙区 | 無党籍   | 81,853 | 44.91% |      |      |

### 2022年リコール投票
台北市議鍾小平（中国国民党）によって提議、提出された第一段階の署名（有権者数の1%）は2021年8月に、第二段階の署名（同10%）は同11月に通過し、2022年1月9日に実施されることが決定した。

#### 背景
韓国瑜の高雄市長リコール投票（2020年6月）成立後、各地で与党民進党およびそれに近い立場をとる県市議会議員の報復性リコール投票が相次ぎ、2021年には立法院にも波及した。フレディと同じく立法院外交・防衛委員会に属する陳柏惟（台湾基進所属）もその標的となり、失職した。外交・国防委員会は13の委員を民進党6（立法院長で投票権のない委員長游錫堃を含む）、国民党5、林と陳で各1の立法委員で構成されていたため、この2名を排除すれば中国に対する国防強化を狙う蔡英文政権への予算質疑や執行上での妨害が可能となる。

#### 結果
1月9日の投票の結果、賛成が54,813票、反対が43,340票となり、賛成多数であったが、賛成票数が全有権者の4分の1である58,756票を約4,000票下回るため、リコールが不成立。